# Astragalus varzobicus
Astragalus varzobicus är en ärtväxtart som beskrevs av Nikolai Fedorovich Gontscharow. Astragalus varzobicus ingår i släktet vedlar, och familjen ärtväxter. Inga underarter finns listade i Catalogue of Life.